# Keeper of the Reaper
Keeper of the Reaper (El Guardián de la Muerte en España, ¿Quién se queda con Puro Hueso? en Latinoamérica) es el episodio n.º 52 de la serie animada Las Sombrías Aventuras de Billy y Mandy de Cartoon Network.

## Argumento
El episodio comienza cuando Billy y Mandy se pelean porque Harold consiguió trabajo en otro lugar y deben mudarse, entonces tuvieron que arreglar algunos asuntos pendientes que tenían que hacer, y por eso mismo tenían que arreglar si Puro hueso se quedaba con Billy o con Mandy, y para solucionarlo tuvieron que ir a la corte del inframundo donde se encuentra Fredo Godofredo y el Juez, para comprobar el comportamiento de ambos con Puro Hueso. Al final los dos se quedaron con él, pero Billy tuvo que quedarse en su deteriorada casa, pues Gladys la destrozó con un tractor.

## Créditos
- Guión por: Richard Horvitz, Kristen Lazarus, C. H. Greenblatt
- Storyboard por: C. H. Greenblatt
- Dirección artística: Rae McCarson
- Dirigido por: Juli Hashiguchi, Eddy Houchins

## Trivia
- Este episodio marca la primera aparición de Fredo Godofredo.
- En este episodio aparece: Scooby Doo, Dra.Ruina Balística, Lil'Porkchop, el Oso Yogui (este aparece cuando Billy está cantando) y Wiggy Jiggy Jed.
- Hay una criatura en la corte que es un monstruo amarillo que es prácticamente igual a queso de Mansión Foster Para Amigos Imaginarios.
- Fredo Godofredo habla como Kathy Griffin que es una comediante que no para de hablar (que no se calla nunca).
- C.H. Greenblatt (creador de Chowder) es el que aporta la voz a Fredo Godofredo.[2]